# Flickr
Flickr este un serviciu destinat pentru depozitare și utilizare ulterioară de către utilizator a fotografiilor digitale și a clipurilor video. Este unul dintre primele servicii Web 2.0 și unul dintre cele mai populare site-uri printre bloggeri pentru a posta fotografii. Începând cu 4 august 2011 serviciul conține peste 6 miliarde de imagini încărcate de către utilizatorii săi.
Flickr a fost achiziționat de către Yahoo! în martie 2005 și apoi de SmugMug în aprilie 2018